# Zodiac CH 601
Zenair CH 601 – samolot ultralekki w układzie dolnopłata wolnonośnego. Jego konstruktorem jest Chris Heintz. Model 601 jest udoskonaloną wersją samolotu 600 który miał być tanim samolotem treningowym. Produkowany przez firmy Zenair, następnie Zenith Aircraft Company i Aircraft Manufacturing and Design (AMD) w wersjach: 

1. CH-601 HD 

2. CH-601 HDS 

3. CH-601 (UL) 

4. CH-601 XL 

5. CH-604 (czteromiejscowy) 